# Johannes Luithle

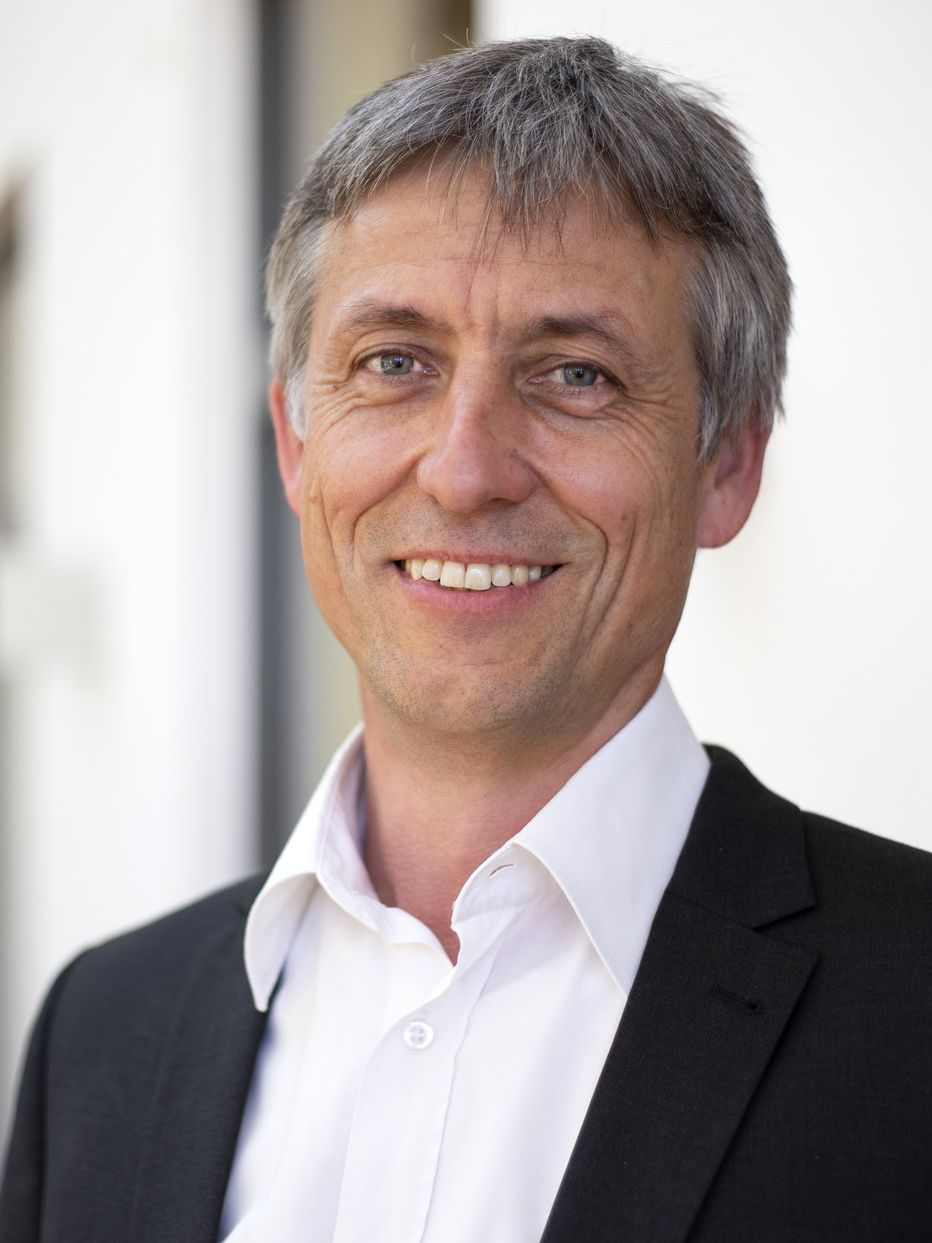
Johannes Luithle 2020

Johannes Luithle (* 11. Dezember 1968 in Marbach am Neckar) ist ein deutscher evangelischer Theologe, Pfarrer der Württembergischen Landeskirche, von 2018 bis 2023 Direktor der Liebenzeller Mission und seither Geistlicher Vorsteher der Evangelischen Brüdergemeinde Korntal.

## Leben
Luithle wuchs in Ludwigsburg auf. Als Jugendlicher engagierte er sich im Jugendkreis des EC-Verbandes sowie in der örtlichen Liebenzeller Gemeinschaft. Der Zivildienst in einer Stuttgarter Kirchengemeinde bestärkte ihn in seinem Interesse für die Theologie. Für einige Monate arbeitete er in einem Heim für Holocaust-Überlebende in Ma’alot, Israel. Danach studierte er Evangelische Theologie in Stuttgart, Tübingen und Jerusalem. Nach seinem Vikariat in der Kirchengemeinde Wart-Ebershardt trat er nach Abschluss des Zweiten Theologischen Examens 2002 die Pfarrstelle in Untermünkheim-Enslingen an. Zwischen 2010 und 2017 war er Gemeindepfarrer in Schömberg, Oberlengenhardt und Langenbrand. In dieser Zeit war er Vorsitzender des Krankenpflegevereins „Menschen helfen Menschen e.V. Schömberg“. Im Januar 2018 trat er die Stelle als Direktor der Liebenzeller Mission an, eine der größten deutschen Missionsgesellschaften. Im September 2023 übernahm er das Amt des Geistlichen Vorstehers der Evangelischen Brüdergemeinde Korntal.
Luithle war von 1997 bis 2000 theologischer Referent beim Evangeliumsdienst für Israel und zwischen 2015 und 2018 dessen ehrenamtlicher Vorsitzender. Er ist Mitherausgeber der seit 1995 erscheinenden „Losungen in Ursprachen“, deren Losung aus dem Alten Testament in Hebräisch und der Lehrtext aus dem Neuen Testament in Griechisch zu lesen ist, sowie deutsche Übersetzungshilfen zu den jeweiligen Tagestexten enthält. Seit 2021 ist er Mitglied des Arbeitskreises „Israel – Judentum – Nahost“ der Evangelischen Allianz in Deutschland. Er gehört dem Hochschulrat der Internationalen Hochschule Liebenzell an.
Er ist mit seiner Frau Andrea verheiratet und Vater von drei Kindern.

## Veröffentlichungen
- mit Christian Dern, Adrian Rölle und Timotheus Rölle (Hrsg.): Die Losungen: Ursprachen (jährl. Erscheinungsweise). Hebräisch/Griechisch mit Übersetzungshilfe, Evangelische Brüder-Unität im Friedrich Reinhardt Verlag.